# 卡萨拉诺
卡萨拉诺（義大利語：Casarano），是意大利莱切省的一个市镇。总面积38平方公里，人口20593人，人口密度541.9人/平方公里（2009年）。ISTAT代码为075016。